# Боинг Штирман А-75
Боинг Штирман А-75 је амерички вишенаменски једномоторни двокрилац намењен обуци америчких војних пилота. Користио се од 1934. године па све до почетка 70.-тих година двадесетог века за обуку пилота, у пољопривреди, као тренажни, спортски, акробатски и авион за вучу једрилица.

## Пројектовање и развој
Боинг Штеарман модел 75 је један од најпознатијих америчких двокрилца. Пројектован је 1933. године у компанији Штирман Аиркрафт Компани, из Вичите у року од само 65 дана. Првобитни власник компаније - Лојд Штирман продао је компанију компанији Боинг, из Сијетла, непосредно пре почетка Другог светског рата. Нови власник одабрао је за овај школски двокрилц ознаку - Боинг модел 75. Војска САД и америчке морнарице, као и савезничке војске, користили су Боеинг Штеарман за основну обуку пилота.
Оригинална верзија авиона опремљена је моторима Лицоминг Р - 680 са 225 кс. Међутим, тих је мотора током Другог светског рата недостајало, па су их заменили моторима Континентал Р-670 са 220 КС. 
Када је влада САД (1941.) почела да користи популарна имена за ваздухоплове уместо ознаке типа, јер је то било разумљивије јавности, када су у питању војни авиони, Штирман је у то време добио ознаку "Кајдет".

### Технички опис
Боинг Штирман А-75 је авион мешовите конструкције, једномоторни двоседи двокрилац.
Труп му је изведен као челична заварена конструкција од танкозидих цеви а облога је од импрегнираног платна, Авион је у трупу имао две комотне кабине смештене у тандем распореду једно седиште иза другог. Обе кабине су биле отворене, имале комплетну инструментацију и команде за управљање авионом. Пилоти су били заштићени ветробраном од плексигласа.
Погонска група се у највечем броју случајева састојала од 7- цилиндричног радијалног ваздухом хлађеног мотора Continental R-670-5 снѕге 160 kW. На вратулу мотора је била двокрака дрвена елиса фиксног корака. Иза мотора су се налазили резервоари за бензин и уље.
Крила су била дрвене конструкције са две рамењаче, пресвучена платном. Крила су међусобно (горња и доња) била повезана упорницама у облику ћириличног слова И, а затегнута жичаним затезачима. Крилца за урављање авионом су се налазила само на доњим крилима. Горња и доња крила су била истих димензија правоугаоног облика са заобљеним крајевима.
Стајни трап је био класичан фиксни са два предња точка испод крила и једним испод репа авиона. У ногама стајног трапа су били смештени амортизери, точкови су били опремљени хидрауличним кочницама и балон гумама.

### Варијанте
Овај авион се дуго производио а још дуже користио па је из тога произашло да је направљено око 30 варијати овог авиона.

## Оперативно коришћење
У периоду од 1934. до 1945. године је произведено 10.620 ових авиона који су служили за основну пилотску обуку пилота у америчкој војсци и морнарици као и осталим земљама као што су: Аргентина, Боливија, Бразил, Канада, Кина, Колумбија, Куба, Доминиканска Република, Грчка, Гватемала, Хондурас, Иран, Израел, Мексико, Никарагва, Парагвај, Перу, Филипини, Венецуеа и Југославија.

### Авион Боинг Штирман А-75 у Југославији
Првих 6 авиона Боинг Штирман А-75 је Југославија добила 1946. године од УНРА као пољопривредне авионе (пре свега намењени запрашивању). Авиони су прво додељени Ратном Ваздухопловства а кад је формиран ЈАТ пребачени су у Привредну Авијацију ЈАТ-а. Касније је још купљено 10 ових авиона па је у регистру ЈРЦВ било уписано 16 авиона. Последњи од ових авиона је уписан у регистар 1968. године. Ово је био први послератни пољопривредни авион у Југославији.